# Indische Cricket-Nationalmannschaft in Irland in der Saison 2022
Die Tour der indischen Cricket-Nationalmannschaft nach Irland in der Saison 2022 fand vom 26. bis zum 28. Juni 2022 statt. Die internationale Cricket-Tour war Bestandteil der Internationalen Cricket-Saison 2022 und umfasste zwei Twenty20s. Indien gewann die Serie mit 2–0.

## Vorgeschichte
Indien bestritt zuvor eine Tour gegen Südafrika, für Irland war es die erste Tour der Saison. Das letzte Aufeinandertreffen der beiden Mannschaften bei einer Tour fand in der Saison 2021/22 in Südafrika statt.

## Stadion
Das folgende Stadion wurde für die Tour als Austragungsort vorgesehen.
| Stadion                      | Stadt  | Kapazität | Spiele      |
| ---------------------------- | ------ | --------- | ----------- |
| Malahide Cricket Club Ground | Dublin | 11.500    | 1. & 2. T20 |

## Kaderlisten
Indien benannte seinen Kader am 15. Juni 2022. Irland benannte seinen Kader am 8. Juni 2022.
| Test | Test |
| Irland | Indien |
| --- | --- |
| - Andrew Balbirnie (K) - Mark Adair - Curtis Campher - Gareth Delany - George Dockrell - Stephen Doheny - Josh Little - Andy McBrine - Barry McCarthy - Conor Olphert - Paul Stirling - Harry Tector - Lorcan Tucker - Craig Young | - Hardik Pandya (K) - Bhuvneshwar Kumar (VK) - Ravi Bishnoi - Yuzvendra Chahal - Ruturaj Gaikwad - Deepak Hooda - Venkatesh Iyer - Dinesh Karthik (wk) - Avesh Khan - Ishan Kishan - Umran Malik - Axar Patel - Harshal Patel - Sanju Samson - Arshdeep Singh - Rahul Tripathi - Suryakumar Yadav |

## Twenty20 Internationals

### Erstes Twenty20 in Dublin
| 26. Juni Scorecard | Dublin | Irland 108-4 (12/12)         | – | Indien 111-3 (9.2/12) |
|                    |        | Indien gewinnt mit 7 Wickets |   |                       |

Aufgrund von Regenfällen musste der Beginn des Spiels verschoben werden und wurde dann auf 12 Over pro Seite reduziert. Indien gewann den Münzwurf und entschied sich als Feldmannschaft zu beginnen. Irland verlor früh die Wickets der Eröffnungs-Batter, bevor sich Harry Tector etablieren konnte. An seiner Seite erzielte Lorcan Tucker 18 Runs, während Tector das Innings ungeschlagen mit einem Half-Century über 64* Runs beendete. Für Indien erzielten vier Spieler jeweils 1 Wicket. Die indischen Eröffnungs-Batter Deepak Hooda und Ishan Kishan konnten eine erste Partnerschaft aufbauen. Kishan schied nach 26 Runs aus und Kapitän Hardik Pandya erzielte an der Seite von Hooda 24 Runs. Nach seinem Ausscheiden konnte Hooda die irische Vorgabe ungeschlagen mit 47* Runs einholen. Bester irischer Bowler war Craig Young mit 2 Wickets für 18 Runs. Als Spieler des Spiels wurde Yuzvendra Chahal ausgezeichnet.

### Zweites Twenty20 in Dublin
| 28. Juni Scorecard | Dublin | Indien 225-7 (20)         | – | Irland 221-5 (20) |
|                    |        | Indien gewinnt mit 4 Runs |   |                   |

Indien gewann den Münzwurf und entschied sich als Schlagmannschaft zu beginnen. Eröffnungs-Batter Sanju Samson konnte sich zusammen mit dem dritten Schlagmann Deepak Hooda etablieren. Zusammen erreichten sie eine Partnerschaft über 176 Runs, bevor Samson nach einem Half-Century über 77 Runs ausschied. Ihm folgte Suryakumar Yadav der 15 Runs erreichte, bevor Hooda nach einem Century über 104 Runs aus 57 Bällen sein Wicket verlor. Kapitän Hardik Pandya konnte dann mit 13* Runs auf eine Vorgabe von 226 Runs erhöhen. Bester irischer Bowler war Mark Adair mit 3 Wickets für 42 Runs. Die irischen Eröffnungs-Batter Paul Stirling und Andrew Balbirnie erreichten eine Partnerschaft über 72 Runs, bevor Stirling nach 40 Runs ausschied. Neben Balbirnie konnte sich dann Harry Tector etablieren. Nachdem Babirnie nach einem Half-Century über 60 Runs ausgeschieden war, fand Tector George Dockrell als neuen Partner. Tector schied dann nach 39 Runs aus und Dockrell konnte zusammen mit Mark Adair sich die Möglichkeit erhalten das Spiel im letzten Over zu gewinnen. Vom letzten Ball benötigte Adair sechs Runs, was ihm jedoch nicht gelang und so gewann Indien das Spiel. Vier indische Bowler erzielten jeweils ein Wicket. Als Spieler des Spiels wurde Deepak Hooda ausgezeichnet.

## Auszeichnungen

### Player of the Series
Als Player of the Series wurden der folgende Spieler ausgezeichnet.
| Serie   | Player of the Series |
| ------- | -------------------- |
| Tweny20 | Deepak Hooda         |

### Player of the Match
Als Player of the Match wurden die folgenden Spieler ausgezeichnet.
| Spiel       | Player of the Match |
| ----------- | ------------------- |
| 1. Twenty20 | Yuzvendra Chahal    |
| 2. Twenty20 | Deepak Hooda        |